# Ctenoplana rosacea
Ctenoplana rosacea är en kammanetart som beskrevs av Willey 1896. Ctenoplana rosacea ingår i släktet Ctenoplana och familjen Ctenoplanidae. Inga underarter finns listade i Catalogue of Life.